# 菰野町立朝上小学校
菰野町立朝上小学校（こものちょうりつ あさかみしょうがっこう）は、三重県三重郡菰野町大字田光にある町立の小学校。

## 沿革
- 1875年4月 - 田光学校が設置される[1]。
- 1878年7月 - 田光学校から小島学校が独立する[2][1]。
- 1880年 - 田光学校が公立刮磨学校に改称される[1]。
- 1887年 - 小島学校が簡易科授業所の指定を受けたことにより、春田簡易科授業所に改称される[1]。
- 1888年 - 公立刮磨学校が尋常小学校と認められたことにより、田光尋常小学校に改称される[3]。
- 1890年 - 第二次小学校令の発布に伴う小学簡易科の廃止により、春田簡易科授業所が小島尋常小学校に改称される[1]。
- 1892年4月 - 田光尋常小学校が朝上尋常小学校に改称される[2][3]。
- 1901年4月 - 朝上尋常小学校・小島尋常小学校が合併する。高等科の併置により、朝上尋常高等小学校となる[2]。
- 1936年12月1日 - 校歌が制定される[2]。
- 1941年4月1日 - 学制改革により、朝上村国民学校となる[2]。
- 1947年4月1日 - 学制改革により、朝上村立朝上小学校となる[2]。
- 1955年4月1日 - 朝上村と千種村が合併して朝明村となったことにより、朝明村立北小学校に改称される[2][4]。
- 1957年1月15日 - 朝明村の菰野町への合併により、菰野町立朝上小学校に改称される[2][4]。
- 1969年2月28日 - 鉄筋2階建ての校舎が完成し、学校創立記念日がこの日に改められる[2]。

## 通学区域
- 小学校4学区[5]
  - 田光
  - 杉谷
  - 榊
  - 小島
  - 田口新田
  - 田口
  - 切畑
  - 根の平

## 進学先中学校
- 菰野町立八風中学校[5]

## 学区内の主な施設
- 菰野町立八風中学校[6]
- 福王神社[7]

## 交通
- 三交バス「朝上農協前」バス停から徒歩2分[8]